# Segestria

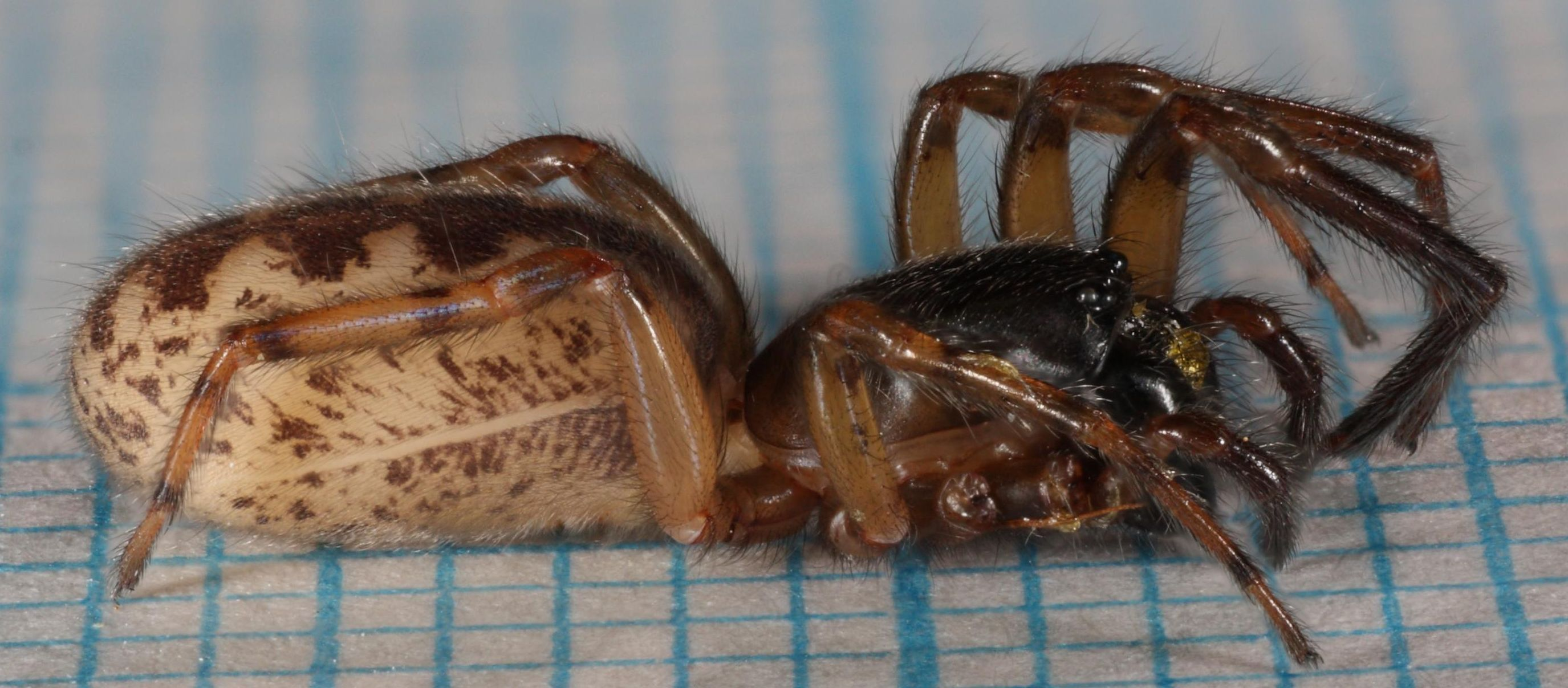
Segestria senoculata ♀.

Segestria é um género da família Segestriidae (aranhas), com cerca de 20 espécies.

## Espécies
- Segestria bavarica C. L. Koch, 1843 (Europa a Azerbaijão)
- Segestria bella Chamberlin & Ivie, 1935 (EUA)
- Segestria cavernicola Kulczyn'ski, 1915 (Itália)
- Segestria croatica Doleschall, 1852 (Croácia)
- Segestria cruzana Chamberlin & Ivie, 1935 (EUA)
- Segestria danzantica Chamberlin, 1924 (México)
- Segestria davidi Simon, 1884 (Síria)
- Segestria florentina (Rossi, 1790)  (Europa a Geórgia)
- Segestria fusca Simon, 1882 (Portugal, Espanha, França, Itália)
- Segestria inda Simon, 1906 (Índia)
- Segestria madagascarensis Keyserling, 1877 (Madagáscar)
- Segestria nipponica Kishida, 1913 (Japão)
- Segestria pacifica Banks, 1891 (EUA)
- Segestria pusilla Nicolet, 1849 (Chile)
- Segestria pusiola Simon, 1882 (Córsega, Argélia)
- Segestria ruficeps Guérin, 1832 (Brasil, Uruguai, Argentina)
- Segestria saeva Walckenaer, 1837 (Nova Zelândia)
- Segestria sbordonii Brignoli, 1984 (Creta)
- Segestria senoculata (Linnaeus, 1758) (Paleárctico)
  - Segestria senoculata castrodunensis Gétaz, 1889 (Suíça)
- Segestria turkestanica Dunin, 1986 (Ásia Central)